# Comedy Albums
Álbuns de Comédia é uma parada musical da Billboard que lista as "recitações e álbuns de comédia mais relevantes" da semana, classificadas por número de vendas compilados pela Nielsen SoundScan. A parada estreou como "Top Comedy Albums" em outubro de 2004 nos Estados Unidos (simultaneamente com o Top Rap Albums), quando foi publicado pela primeira vez exclusivamente no site oficial da Billboard.
O primeiro álbum a atingir a primeira colocação foi Lord, I Apologize de Larry the Cable Guy. A classificação de fim-de-ano está ativa desde 2006. Em 16 de maio de 2014, a Billboard publicou o "Top 20 Álbuns de Comédia mais Vendidos".